# Kyū
Kyū (級) é um termo japonês usado nas artes marciais, cerimónia do chá, ikebana, go, shogi e outras atividades semelhantes para definir várias graduações e níveis referentes à experiência.

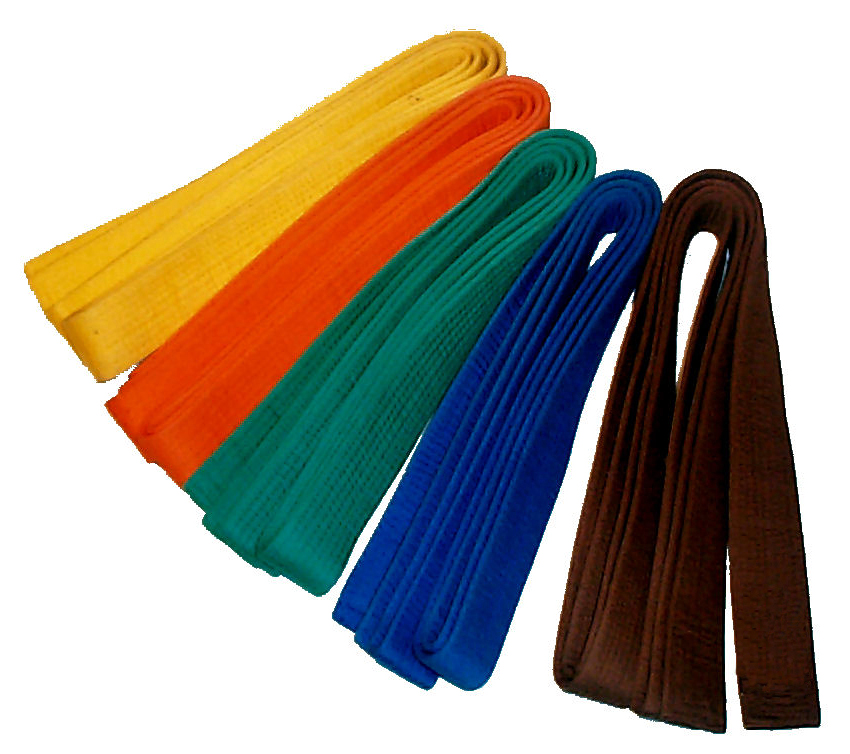

Os kyū são, geralmente, representados por faixas coloridas.

## Classificação kyū (em japonês)
- 10º Jikkyū (十級:じっきゅう)
- 9º  Kyūkyū (九級:きゅうきゅう)
- 8º  Hachikyū (八級:はちきゅう)
- 7º  Nanakyū, Shichikyū (七級:ななきゅう, しちきゅう)
- 6º  Rokkyū (六級:ろっきゅう)
- 5º  Gokyū (五級:ごきゅう)
- 4º  Yonkyū (四級:よんきゅう)
- 3º  Sankyū (三級:さんきゅう)
- 2º  Nikyū (二級:にきゅう)
- 1º  Ikkyū (一級:いっきゅう)

## Karate
Dependendo do estilo treinado, mudam as cores e os estágios (classes/graus) das faixas. O único consenso é de que os estudantes iniciais começam com a faixa branca e atingem proficiência preta. É costume dizer nos dojôs que, quanto mais avançado for o treinamento, mais difícil (escuro/preto) de se ver e maior perseverança se deve ter. Abaixo os estágios como são utilizados tradicionalmente pelas escolas de Karate Shotokan no Japão:[carece de fontes?]
No karate os estudantes quando alcançam o primeiro nível de maestria Dan (grau inicial Shodan) iniciam uma nova fase de aprendizagem, a Faixa Preta (Yudansha); onde o treinamento inicia de fato.
No Japão, as faixas roxa e marrom dividem-se em três estágios intermediários cada do Shoshinsha. A faixa preta divide em três classes Yudansha (1º ao 5º Dan), Kodansha (graduados antigos 6º a 8º Dan) e, Karate-ka (nível técnico físico-espiritual  excepcional). Não existem graduações superiores ao 10º Dan.
- Branca (Mukyū - sem classe);
- Amarela (10º Kyū - 1º estágio do Shoshinsha);
- Laranja (9º Kyū, Shoshinsha);
- Azul (8º Kyū - no Japão as três primeiras faixas são usadas para as crianças, adultos geralmente vão da branca diretamente para a verde);
- Verde (7° Kyū, Shoshinsha);
- Roxa (6º Kyū, Shoshinsha);
- Roxa (5º Kyū, Shoshinsha);
- Roxa (4º Kyū, Shoshinsha);
- Marrom (3º Kyū, Shoshinsha);
- Marrom (2º Kyū, Shoshinsha);
- Marrom (1º Kyū, Shoshinsha);
- Preta (1º Dan, Yudansha);
- Preta (2º Dan, Yudansha);
- Preta (3º Dan, Yudansha);
- Preta (4º Dan, Yudansha);
- Preta (5º Dan, Yudansha);
- Preta (6º Dan, Kodansha) ou Coral (Karate Goju-ryu e alguns estilos Okinawa);[Nt 1]
- Preta (7º Dan, Kodansha) ou Coral;
- Preta (8º Dan, Kodansha) ou Coral;
- Preta (9º Dan, Karate-ka) ou Vermelha (Goju-ryu e alguns estilos de Okinawa);[Nt 1]
- Preta (10º Dan, Karate-ka) ou Vermelha.

## Judô
No Judô, existem alguns sistemas de graduação na fase de kyū, variando de acordo com as regiões do Mundo.
Na Europa, é utilizado o seguinte sistema:
- 6º Kyū - Faixa Branco
- 5º Kyū - Faixa Amarelo
- 4º Kyū - Faixa Laranja
- 3º Kyū - Faixa Verde
- 2º Kyū - Faixa Azul
- 1º Kyū - Faixa Marrom

Em Portugal, é utilizado o seguinte sistema:
- 6º Kyū - Cinto Branco
- 5º Kyū - Cinto Amarelo
- 4º Kyū - Cinto Laranja
- 3º Kyū - Cinto Verde
- 2º Kyū - Cinto Azul
- 1º Kyū - Cinto Castanho

No Brasil, é adotado o seguinte sistema:
- 8º Kyū - Faixa Branca
- 7º Kyū - Faixa Cinza
- 6º Kyū - Faixa Azul
- 5º Kyū - Faixa Amarela
- 4º Kyū - Faixa Laranja
- 3º Kyū - Faixa Verde
- 2º Kyū - Faixa Roxa
- 1º Kyū - Faixa Marrom

Depois de 1º kyū, os judocas são graduados com a Faixa Preta, já na classificação de Dan.